# Madagaskar na Zimowych Igrzyskach Olimpijskich 2022
Madagaskar na Zimowych Igrzyskach Olimpijskich 2022 – występ kadry sportowców reprezentujących Madagaskar na igrzyskach olimpijskich, które odbyły się w Pekinie, w Chińskiej Republice Ludowej, w dniach 4-20 lutego 2022 roku.
Reprezentacja Madagaskaru liczyła dwoje zawodników – kobietę i mężczyznę.
Był to trzeci start Madagaskaru na zimowych igrzyskach olimpijskich.

## Reprezentanci

### Narciarstwo alpejskie
| Zawodnik          | Konkurencja            | 1 przejazd | 1 przejazd | 2 przejazd | 2 przejazd | Łącznie | Łącznie | Źródło |
| Zawodnik          | Konkurencja            | Czas       | Pozycja    | Czas       | Pozycja    | Czas    | Pozycja | Źródło |
| ----------------- | ---------------------- | ---------- | ---------- | ---------- | ---------- | ------- | ------- | ------ |
| Mialitiana Clerc  | slalom kobiet          | 1:02.22    | 51.        | 1:00,66    | 43.        | 2:02,88 | 43.     | [ 1 ]  |
| Mialitiana Clerc  | slalom gigant kobiet   | 1:08,71    | 52.        | 1:07,31    | 42.        | 2:16,02 | 41.     | [ 1 ]  |
| Mathieu Neumuller | slalom mężczyzn        | 1:07,90    | 48.        | 1:02,88    | 43.        | 2:10,78 | 41.     | [ 2 ]  |
| Mathieu Neumuller | slalom gigant mężczyzn | DNF        | DNF        | NQ         | NQ         | DNF     | DNF     | [ 2 ]  |